# Korsfjorden (Sør-Trøndelag)
 For alternative betydninger, se Korsfjorden. (Se også artikler, som begynder med Korsfjorden)
Korsfjorden er en del af Trondheimsfjorden i Orkdal, Trondheim og Indre Fosen kommuner i Trøndelag fylke i Norge. Navnet henviser til, at fire fjordarme mødes her: i nordvest udløbet af Trondheimsfjorden, i nordøst Flakkfjorden, i sydvest Orkdalsfjorden og i sydøst Gaulosen. Fjorden starter i nordvest mellem Rødbergneset i nord og Geitaneset i syd, og i nordøst ender fjorden omtrent mellem Trongen i nord og Rye i syd.
Bygden Stadsbygd ligger i Indre Fosen på nordsiden af fjorden, Kjøra i Orkdal på vestsiden, Byneset i Trondheim på østsiden og Viggja i Skaun på sydsiden.